# La melodia del mondo
La melodia del mondo è un film semi-documentaristico tedesco del 1929, diretto da Walter Ruttmann. Il film venne finanziato dalla compagnia di trasporti marittimi tedesca HAPAG che aveva organizzato una spedizione per filmare usi e costumi dei vari popoli del mondo.

## Trama
Una donna accompagna al porto un marinaio, che si imbarca su un transatlantico alla volta di svariati paesi dell’Europa, dell’Asia e dell’America, dei quali il film illustrerà alcune caratteristiche usanze.
. Atto I. Vengono mostrate scene, riprese nei continenti visitati, riguardo a: costruzioni e monumenti; traffico e vie di comunicazione; culti religiosi (per qualche fotogramma appare papa Pio XI ); sfilate di eserciti ed azioni di guerra (si intravede Benito Mussolini ).
. Atto II. Gli argomenti sono: bambini e cuccioli di animali; pesca ed allevamento di bestiame; attività agricole; giochi e sport (compare brevemente l’imperatore del Giappone Hirohito , con particolare approfondimento sulle corse, di uomini ed animali.
. Atto III. Vi si tratta innanzitutto del curioso argomento: attività mattutine svolte dalle donne; in secondo luogo delle lingue del mondo (con un breve dialogo fra George Bernard Shaw e il regista inglese Ivor Montagu ); poi delle usanze alimentari nel mondo; della danza e della musica; del teatro (qualche fotogramma con Arturo Toscanini ), dell’arte circense e della giocoleria; ed infine del lavoro industriale ed artigianale.
Il transatlantico fa ritorno nel porto di partenza.